# José Carlos Pace
José Carlos Pace (São Paulo, 6 d'octubre de 1944 – Mairiporã, 18 de març de 1977) va ser un pilot brasiler de Fórmula 1.

## A la F1
Pilot de gran classe, molt fi amb la seva conducció, i un dels conductors més ràpids del seu temps, el brasiler va arribar a la màxima categoria de l'automobilisme seguint el camí que va obrir el seu compatriota Emerson Fittipaldi encara que mai va arribar a tenir els èxits d'aquest.
Va debutar amb March al G.P. de Sud-àfrica del 1972 però no va ser fins a la temporada 1973, va deixar clares les seves possibilitats a l'època en què va conduir per l'escuderia Surtees, amb qui aconseguiria al G.P. d'Àustria el seu primer podi en acabar tercer.
Després va passar a Brabham i fou en aquest equip amb el qual, l'any 1975, va aconseguir rel que seria el seu més gran triomf corrent davant dels seus compatriotes al Gran Premi de Brasil corregut al circuit de Interlagos. Al llarg de la carrera, marcada per l'abandonament de Jean Pierre Jarier, per problemes mecànics quan anava primer, Carlos Pace obtenia la primera posició. A pesar de l'esgotament que tenia al llarg de les últimes voltes, va aconseguir mantenir el primer lloc de la cursa obtenint la victòria. Encara que competitiu durant tot l'any, no va poder aconseguir més triomfs, i la temporada de 1976 la va passar gairebé en blanc perquè el seu nou Brabham, el model BT 45, no comptava amb la deguda posada a punt.
La temporada 1977 va ser diferent. El BT45 b era un monoplaça més competitiu, potent i ràpid, i l'equip es perfilava com un dels favorits al títol al comptar a les seves files a Pace i al nord-irlandès John Watson. Els dos pilots van dominar el Gran Premi de l'Argentina, que obria la temporada, fins que problemes mecànics causaren l'abandonament de Watson, deixant sol al cap de cursa a Pace a poques voltes del final. Els recurrents problemes físics del brasiler li van privar de la victòria, cedint-la a l'empenta del Wolf WR1 de Jody Scheckter, encara que va poder fer segon a la cursa.
La seva última cursa va ser el G.P. de Sud-àfrica, ja que Carlos Pace va morir a causa d'un accident d'avioneta.
En el seu honor, el circuit que abans s'anomenava Interlagos porta el seu nom.

## Palmarès
- Curses: 73
- Victòries: 1
- Podis: 6
- Voltes ràpides: 5
- Poles: 1
- Punts aconseguits al campionat del món de pilots: 58
- Millor classificació al campionat de pilots: 6è (1975) amb 24 punts